# Episodi di Senior High (seconda stagione)
La seconda stagione della serie televisiva Senior High, composta da 55 episodi, è stata trasmessa nelle Filippine 6 novembre 2023 al 19 gennaio 2024 sul canale Kapamilya Channel e via streaming su iWantTFC.
In Italia la serie è inedita.
| nº | Titolo                     | Titolo        | Trasmissione originale |
| nº | Originale                  | Televisivo    | Trasmissione originale |
| -- | -------------------------- | ------------- | ---------------------- |
| 1  | The Disappearance          | Plan B        | 6 novembre 2023        |
| 2  | Traitor                    | Rebellion     | 7 novembre 2023        |
| 3  | Run                        | Exposed       | 8 novembre 2023        |
| 4  | False Hope                 | Alliance      | 9 novembre 2023        |
| 5  | Deal with the Devil        | Fall Guy      | 10 novembre 2023       |
| 6  | Case Reopened              | Investigation | 13 novembre 2023       |
| 7  | Two Fathers                | Positive      | 14 novembre 2023       |
| 8  | Retake                     | Broken        | 15 novembre 2023       |
| 9  | Daddy                      | Daddy         | 16 novembre 2023       |
| 10 | Broken Footage             | Feelings      | 17 novembre 2023       |
| 11 | Willing Victim             | Abused        | 20 novembre 2023       |
| 12 | Bracelet                   | Desperate     | 21 novembre 2023       |
| 13 | Inadmissive Evidence       | Evidence      | 22 novembre 2023       |
| 14 | Caught on Cam              | CCTV          | 23 novembre 2023       |
| 15 | Unforeseen Suspect         | Truth         | 24 novembre 2023       |
| 16 | Adulterers                 | Affair        | 27 novembre 2023       |
| 17 | Questioning                | Anxiety       | 28 novembre 2023       |
| 18 | The Secret is Out          | Dethrone      | 29 novembre 2023       |
| 19 | Call for Justice           | Out           | 30 novembre 2023       |
| 20 | The Enabler                | Abortion      | 1º dicembre 2023       |
| 21 | Arrested                   | Clinic        | 4 dicembre 2023        |
| 22 | Rage                       | Relationships | 5 dicembre 2023        |
| 23 | Special                    | Break Up      | 6 dicembre 2023        |
| 24 | Unaccepted                 | Confession    | 7 dicembre 2023        |
| 25 | Ransacked                  | Broken        | 8 dicembre 2023        |
| 26 | Hidden Motive              | Safety        | 11 dicembre 2023       |
| 27 | Identified                 | Ballpen       | 12 dicembre 2023       |
| 28 | The Victim's Brother       | Released      | 13 dicembre 2023       |
| 29 | The Missing Laptop         | Laptop        | 14 dicembre 2023       |
| 30 | Captured                   | Kidnap        | 15 dicembre 2023       |
| 31 | Left Behind                | Sugar Daddy   | 18 dicembre 2023       |
| 32 | The Escape                 | Escape        | 19 dicembre 2023       |
| 33 | The Other Party            | Frustrated    | 20 dicembre 2023       |
| 34 | Confession                 | Files         | 21 dicembre 2023       |
| 35 | The Mastermind             | Accident      | 22 dicembre 2023       |
| 36 | Pull The Strings           | Escaped       | 25 dicembre 2023       |
| 37 | Intercepted                | Shocked       | 26 dicembre 2023       |
| 38 | Haunted                    | Nightmare     | 27 dicembre 2023       |
| 39 | Back to School             | Denial        | 28 dicembre 2023       |
| 40 | Hope is Awake              | Heartbroken   | 29 dicembre 2023       |
| 41 | Take a Break               | Hopeful       | 1º gennaio 2024        |
| 42 | Unexpected Hero            | Interested    | 2 gennaio 2024         |
| 43 | Bad Decisions              | First         | 3 gennaio 2024         |
| 44 | Abused Wife                | Wrath         | 4 gennaio 2024         |
| 45 | Comeback                   | Alive         | 5 gennaio 2024         |
| 46 | Rejected                   | Confrontation | 8 gennaio 2024         |
| 47 | Prom Prep                  | Date          | 9 gennaio 2024         |
| 48 | Prom Night                 | Prom          | 10 gennaio 2024        |
| 49 | Slow Dancing               | Love          | 11 gennaio 2024        |
| 50 | Another One Bites the Dust | Sacrifice     | 12 gennaio 2024        |
| 51 | Unraveling                 | Protection    | 15 gennaio 2024        |
| 52 | Red Herring                | Favor         | 16 gennaio 2024        |
| 53 | The Real Truth             | Twist         | 17 gennaio 2024        |
| 54 | The Anti Hero              | Killer        | 18 gennaio 2024        |
| 55 | Karmic Retribution         | Graduation    | 19 gennaio 2024        |